# Oncostemum longipes
Oncostemum longipes är en viveväxtart som först beskrevs av John Gilbert Baker, och fick sitt nu gällande namn av Carl Christian Mez. Oncostemum longipes ingår i släktet Oncostemum och familjen viveväxter. Inga underarter finns listade i Catalogue of Life.